# Tom Clancy's Ghost Recon Phantoms
Pour les articles homonymes, voir GRP et GRO.
Tom Clancy's Ghost Recon Phantoms (plus souvent abrégé GRP et appelé autrefois GRO pour Ghost Recon Online)  est un jeu de tir à la troisième personne sorti le 10 avril 2014 après un peu plus de 2 ans et demi de bêta. C'est un spin-off de la série des Tom Clancy's Ghost Recon. Il est exclusivement multijoueur et également un free to play. Pour la première fois dans la série des Tom Clancy's Ghost Recon, le jeu présente les antagonistes des Ghosts, les Phantoms.
Le 25 août 2016, Ubisoft décide de fermer définitivement le jeu et les serveurs à partir du 1er décembre 2016.

## Système de jeu
Ghost Recon Phantoms est, comme le dernier opus Future Soldier et autres Advanced Warfighter sur consoles, un jeu de tir à la troisième personne mais, contrairement à tous les autres Ghost Recon, il est dépourvu de mode campagne et est uniquement multijoueur. Il s’agit également d'un free-to-play, contrairement aux épisodes précédents.

### Les Phantoms
Comme l'indique le nom du jeu, GRP introduit un nouvel ennemi qui s'avère être les "Anti-Ghosts", Les Phantoms.
Arrivés avec la mise à jour 0.12.0, leur histoire est assez floue. 
À l'origine, les Phantoms sont des soldats Ghosts repentis ayant décidé de se battre contre ces forces spéciales. Ils ont décimé beaucoup d'anciens ghosts sans qu'aucune autorité n'ait mis la main sur eux. Ils ont pour la première fois été localisés à Taïwan dans le quartier de Xinyi, c'est à cet endroit qu'ont été envoyés pour la première fois les Ghosts afin de parer à la menace Phantom.
Leur QG a été localisé à Peshawar, entraînant une mobilisation massive des Ghosts et du héros de la série Splinter Cell, Sam Fisher.
Leur apparition a aussi entraîné la sortie d'un pack Phantom lors de la mise à jour 0.12.0 et un pack Splinter Cell avec la mise à jour 0.13.0.

### Mode multijoueur/coopération
Le mode multijoueur de Ghost Recon Phantoms est plutôt basé sur la coopération, la stratégie et l'esprit d'équipe plutôt qu'au frag intensif tel que Call of Duty ou Battlefield. C'est ainsi que lorsqu'on est en groupe des petits liens bleus se forment avec l'escouade et des liens verts avec l'unité. Ces liens représentent le partage qui est effectué avec les alliés proches des technologies passives. Il récompense aussi le travail d'équipe en donnant des points supplémentaires lorsqu'on aide ses coéquipiers.

### Modes de jeu
Ghost Recon Phantoms inclut trois modes de jeu différents : les modes Conquête, Carnage et Défense.
Le mode conquête est disponible sur les cartes Metro, The Nukes, Tomsk-9, Peshawar et Robytech. Ce mode consiste à capturer tous les points. Chaque équipe possède au départ deux points qui sont verrouillés. L'un d'eux se déverrouille si une des deux équipes capture le point C qui lui, est neutre. Si une équipe n'arrive pas à prendre tous les points de l'adversaire, l'équipe possédant le plus de points à la fin du temps imparti remporte la manche. Ils disposent de 8 min pour capturer les points, du temps se rajoute à chaque capture. Ce mode de jeu possède deux manches. Une partie peut durer au maximum 36 minutes. Les adversaires changent de côté à chaque manche.
Le mode carnage est disponible sur les cartes The Rig et Rooftop. Ce mode consiste à prendre deux points afin d'en débloquer un troisième. Alors qu'une équipe a pour but de défendre ses points, l'autre tente de les capturer. Pour que les attaquants remportent la manche, ils doivent capturer les trois zones. Ils disposent de 5 minutes pour capturer les points, du temps se rajoute à chaque capture. Ce mode est joué en deux manches. Les rôles sont inversés à chaque manche.
Le mode défense a été ajouté en même temps que la carte Baklava Sub-Pen et le Pack Triton a la mise à jour 0.10. Il est disponible sur les cartes The Gallery, Subpen et Attica. Il n'y a qu'une seule zone à capture et l'équipe contrôlant la zone à la fin du temps imparti remporte la manche. Contrairement aux autres modes le point reste capturable a tout moment du chrono, il implique donc de jouer sur le travail en équipe pour capturer et conserver le point plus facilement. Les équipes disposent de 4 minutes pour capturer le points, du temps se rajoute à chaque capture. Jusqu'à 3 manches sont jouées si aucune équipe n'a remporté les deux premières. Les adversaires changent de côté à chaque manche.

## Packs
Des packs ont été régulièrement introduit. Ils se composent d'armes déjà existantes mais avec un camouflage différent et des statistiques modifiées. Quelques packs étaient également composés d'armures avec nouveau camouflage. 
Ces packs sont disponibles pendant environ deux semaines avant d'être retirés de la boutique, mais peuvent toutefois être obtenus en ouvrant des loot box.

## Critiques
Les critiques dans la presse spécialisée sont plutôt positives. Metacritic lui attribue le score de 70/100, Jeuxvideo.com la note de 16/20 et Gameblog  note le jeu avec 4 étoiles sur 5.
Ubisoft est par ailleurs beaucoup critiqué pour avoir supprimé le jeu.[réf. nécessaire]